# Уральский турбинный завод

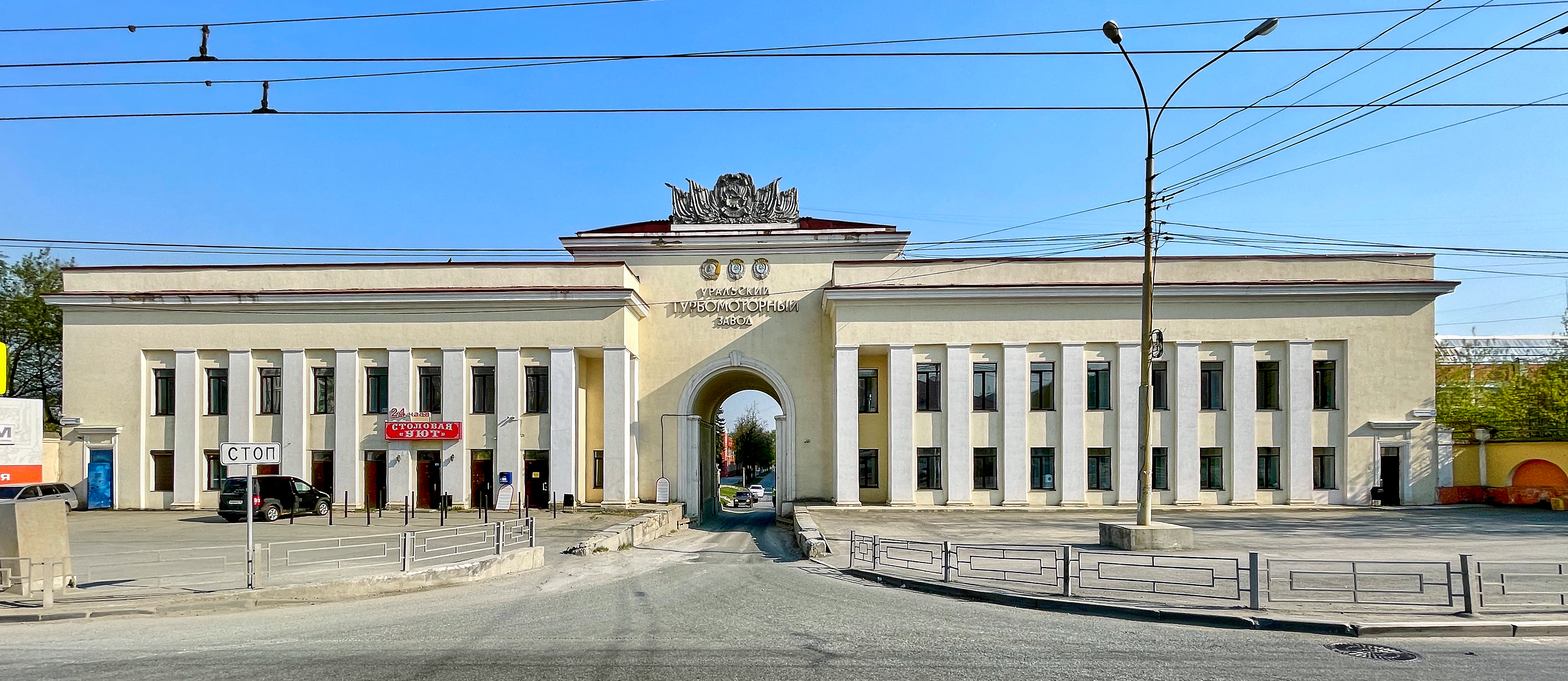
Заводская проходная

Уральский турбинный завод — российское энергомашиностроительное предприятие, проектирующее, изготавливающее и обслуживающее паровые и газовые турбины. Находится в Екатеринбурге.

## История
В сентябре 1936 года Совет Труда и Обороны принял решение о строительстве в Свердловске турбинного завода. В 1937 году был утверждён проект, а 2 октября 1938 года образован Уральский турбинный завод (УТЗ). Согласно проекту, завод должен был выпускать турбины для военно-морского флота.
Первый агрегат собственной конструкции УТЗ (турбопитательный насос для электростанций) выпустили в 1940 году.
В мае 1941 года УТЗ выпустил теплофикационную турбину мощностью 12 МВт, предназначенную для комбинированной выработки электрической и тепловой энергии. Изготовление первой турбины стало поворотным пунктом в истории завода: было освоено производство самой мощной по тем временам паровой теплофикационной турбины; завод начал выпуск теплофикационных турбин.
В годы Великой Отечественной войны на территории УТЗ разместились эвакуированные предприятия Ленинграда и Харькова. На площадях турбинного производства были образованы заводы: моторный завод № 76 по выпуску танковых дизелей (Уральский дизель-моторный завод, УДМЗ) и Уральский турбинный завод.
В годы войны УТЗ называли «турбинной здравницей» — он был единственным работающим турбостроительным заводом. В этот период коллектив УТЗ восстановил и доукомплектовал 32 турбины. Завод участвовал в восстановлении донбасских станций, для Лисичанской ТЭЦ (СевДонГРЭС) изготовил комплектную турбину АТ-25-2. В 1942 году завод запустил выпуск судовых турбин для кораблей ВМФ.
В послевоенный период предприятие было одним из лидеров отечественного энергомашиностроения. На УТЗ в этот период было создано конструкторское бюро, завод перешёл на самостоятельное выполнение проектов турбин мощностью 25, 50 и 100 МВт.
Была разработана теплофикационная турбина Т-100, которая стала образцом экономичного теплофикационного агрегата. Аналогов турбине не было не только в СССР, но и в мире. За разработку конструкции, освоение серийного производства и внедрение в народное хозяйство турбины Т-100 группе работников завода в 1966 году была присуждена Ленинская премия. Уральский турбинный завод произвёл 245 турбин семейства Т-100 разных модификаций, запущенных в разные годы на 106 ТЭЦ и ГРЭС 13 стран мира.
В конце 1950-х годов завод освоил производство газовых турбин. Была создана своя конструкторская школа, в 1965 году была изготовлена первая серийная газовая турбина ГТ-6-750.
В 1970-е годы создаётся серия утилизационных газовых турбин (ГУБТ) для чёрной металлургии. Агрегаты поставлялись как на советские металлургические предприятия, так и на экспорт. Газовым турбинам впервые в СССР присвоили государственный знак качества.
В 1973 году было освоено промышленное производство паровых теплофикационных турбин мощностью 250 МВт, самых мощных за всю историю завода. Турбина Т-250 проектировалась для снабжения крупных городов Советского Союза теплом и электроэнергией. С 1972 по 1992 годы Уральский турбинный завод изготовил 32 таких машины для электростанций Москвы, Санкт-Петербурга, Минска, Киева, Харькова. Только в Москве было установлено 19 турбин этой модели. В 2017 году Уральский турбинный завод изготовил паровую турбину Т-295/335-23,5, предназначенную для смены Т-250. Это самая мощная в мире теплофикационная турбина по показателю отбора пара. Её максимальная мощность — 335 МВт.

## В XXI веке

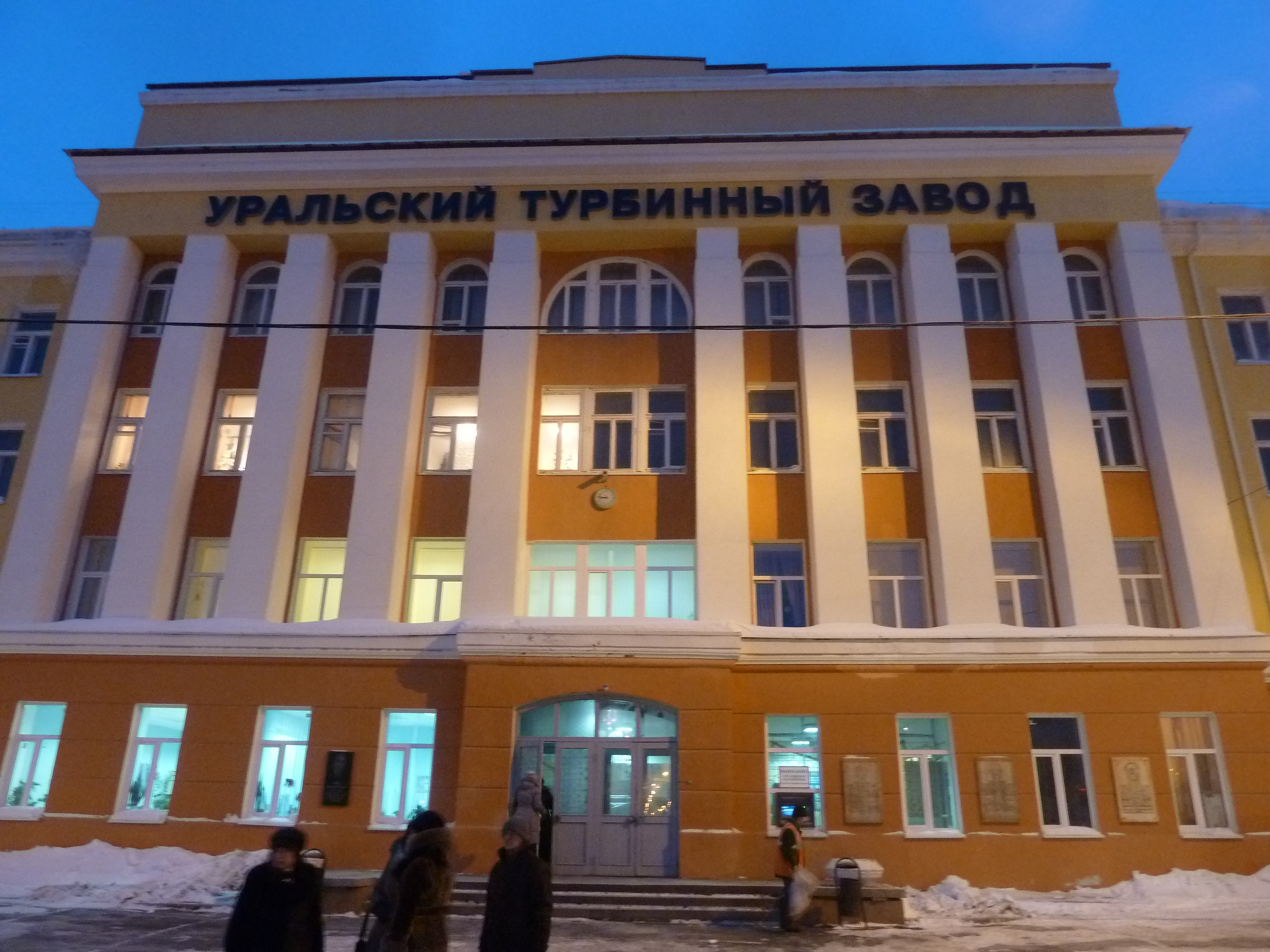
Здание заводоуправления

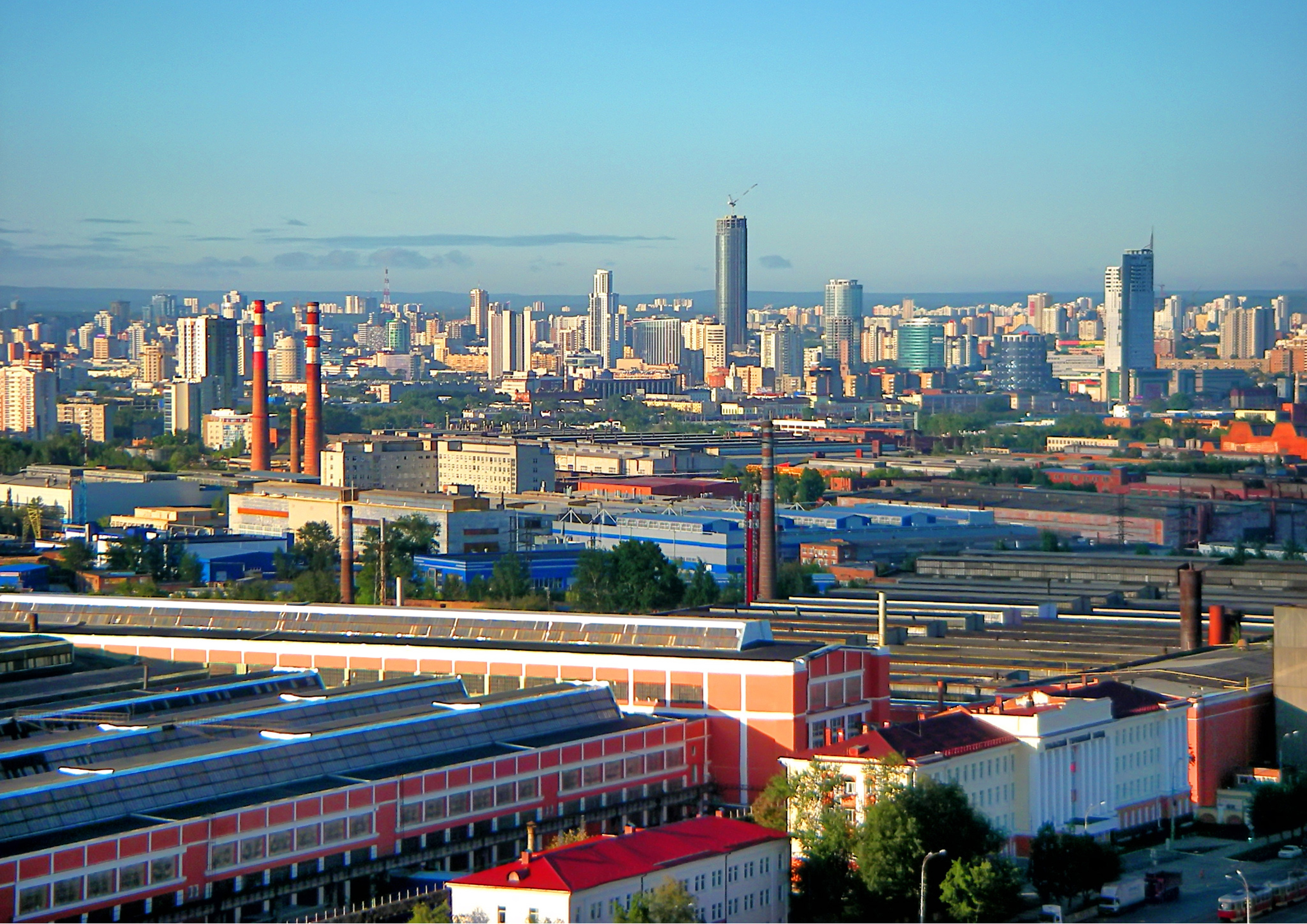
Вид на заводские корпуса

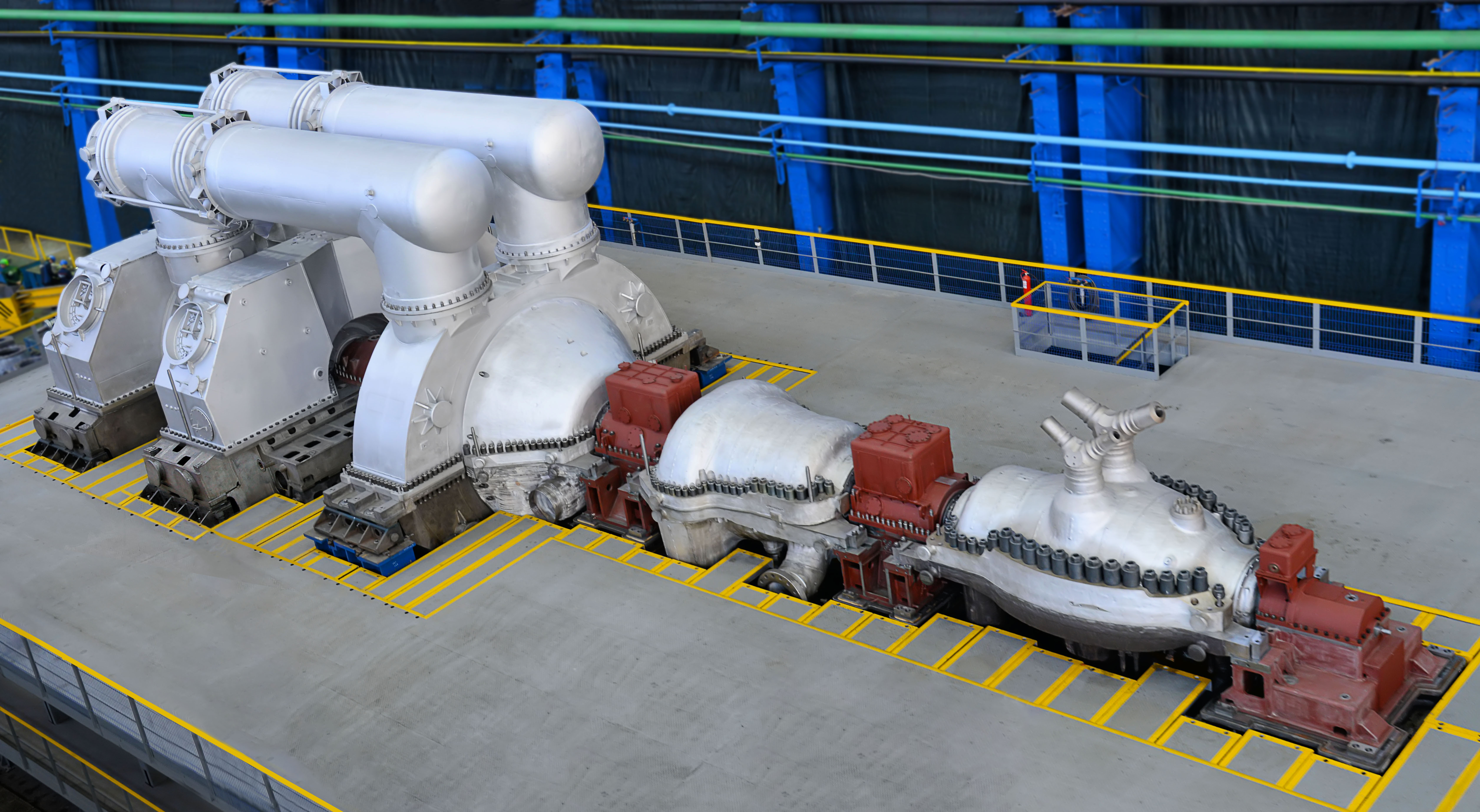
Паровая турбина T-295 на сборочном стенде

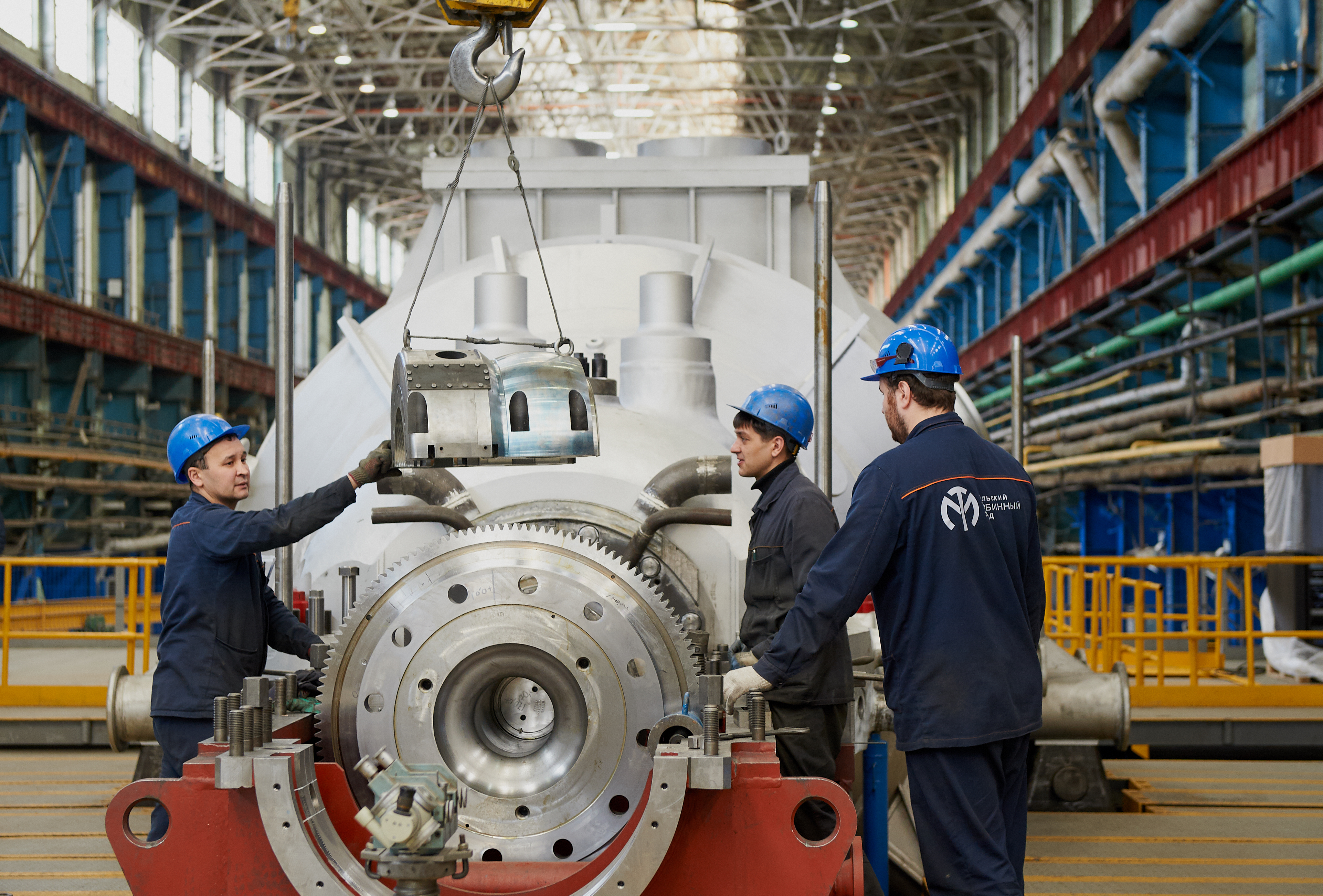
Сборка турбины на заводе

В сентябре 2003 года турбинное производство ОАО «Турбомоторного завода» было выделено в самостоятельное предприятие — АО «Уральский турбинный завод».
В 2014 году на заводе была разработана линейка судовых турбин для работы с атомными реакторами РИТМ-200 и РИТМ-400 на ледоколах.
Каждый год УТЗ выводит на рынок новый проект паровой турбины (с 2004 года по 2024 год было получено 76 патентов на объекты интеллектуальной собственности). Среди ключевых проектов: энергетическая паровая турбина Т-295/335-23,5, самая крупная в мире теплофикационная турбина мощностью 335 МВт и тепловой нагрузкой 385 Гкал/ч; турбина для мусоросжигательных заводов Кп-77-6,8 мощностью 77 МВт; силовая часть турбоустановки и комплект теплообменного оборудования для серии новых российских ледоколов проекта «22220» — «Арктика», «Сибирь» и «Урал».
В период с 2018 по 2021 год завод осуществил модернизацию трёх турбин Т-100 и агрегата ПТ-80 Улан-Баторской ТЭЦ-4 в Монголии мощностью около 600 МВт (68,5% выработки электроэнергии в Монголии). Ранее проект модернизации Улан-Баторской ТЭЦ-4 в 2015 году был удостоен награды президента Монголии «Алтан Гэрэгэ» и «Премии развития» Внешэкономбанка в номинации «Лучший экспортный проект».
По состоянию на 2023 год завод производит конденсационные и теплофикационные турбины для паросиловых установок, паровые турбины для парогазовых энергоблоков, судовые турбины для кораблей с атомной энергоустановкой, оборудование силового острова для мусоросжигательных заводов, турбины малой мощности для промгенерации. Завод также оказывает услуги по сервису и модернизации энергетического оборудования.
По состоянию на февраль 2024 года, заводом выпущено  933 паровые турбины. Оборудование УТЗ работает в 27 странах мира. Более половины всех теплофикационных турбин, установленных на электростанциях России, произведено УТЗ.

## История названия
- 1938—1948 — Уральский турбинный завод
- 1948—1976 — Уральский Турбомоторный завод
- 1976—2003 — Турбомоторный завод
- С 2004 года — Уральский турбинный завод

## Продукция
- Паровые турбины для паросиловых установок (ПСУ) мощностью до 350 МВт
- Паровые турбины для парогазовых установок (ПГУ) мощностью до 200 МВт
- Турбины для судов с атомной силовой установкой
- Модернизация и сервис паровых турбин производства УТЗ и других производителей мощностью до 350 МВт
- Паровые турбины для мусоросжигающих заводов[18]
- Сетевые и регенеративные подогреватели, конденсаторы, эжекторы, металлоконструкции
- Сервисные услуги и инжиниринг по эксплуатируемым паровым турбинам

## Награды
- Государственные премии СССР (1951, 1979)
- Ленинская премия (1966)[19]
- Орден Ленина (1942)
- Орден Трудового Красного Знамени (1943)
- Орден Трудового Красного Знамени (1971).

## Собственники и руководство
До 2018 года 90 % завода принадлежали компании «Ренова» Виктора Вексельберга. В связи с персональными санкциями против Вексельберга со стороны США для вывода контролируемого им бизнеса из под санкционного давления 31 % был продан. Покупателями стали Михаил Лифшиц (приобрел 10 %), Евгений Белов (16 %) и другие.
В апреле 2023 года завод был продан ООО «Мосэлектрощит».

## Директора ТМЗ-УТЗ
- 1948—1954 — Исаев Иван Сергеевич
- 1954—1965 — Пушкарев Алексей Алексеевич
- 1965—1975 — Неуймин Михаил Иванович
- 1975—1981 — Дуненков Петр Федорович
- 1981—1984 — Подберезин Олег Леонидович
- 1985—1990 — Борисов Сергей Сергеевич
- 1990—2001 — Чубаров Анатолий Алексеевич
- 2001—2002 — Шаблаков Валерий Спиридонович
- 2002—2003 — Гаффнер Илья Владимирович
- 2003—2006 — Зырянов Сергей Михайлович
- 2006—2007 — Недельский Виталий Олегович
- 2007—2008 — Ермолаев Владимир Владимирович
- 2008—2011 — Кислицын Евгений Юрьевич
- 2011—2022 — Сорочан Игорь Павлович
- С 2022 — Изотин Дмитрий Александрович[1][22]